# Phare de Donaghadee
Le phare de Donaghadee est un phare établi dans le port de Donaghadee en mer d'Irlande dans le comté de Down (Irlande du Nord). Il est géré par les Commissioners of Irish Lights (CIL).

## Histoire
Le port a été construit par le Vicomte de Montgomery entre 1626 et 1640 et maintenu par un mandat royal de 1616 pour accueillir la navigation entre la péninsule d'Ards et les Rhins of Galloway (en) et aussi à Portpatrick, propriété du Vicomte. Les quais ont été ensuite reconstruits entre 1775 et 1785 par son nouveau propriétaire avec l'aide d'un ingénieur britannique John Smeaton qui venait de reconstruire Portpatrick. Plus tard, en 1821, le Marquis de Downshire, puis son fils, réaménagèrent le port en le rendant plus profond pour accueillir les premiers paquebots à vapeur.
Le phare a été construit en 1836, en bout de la jetée sud du port. C'est une tour ronde en pierre de 17 m de haut, avec lanterne et galerie, peinte en blanc.Le phare avait été reconstruit après avoir été lourdement endommagé par un incendie le 12 mai 1900. En octobre 1934, la lumière a été la première en Irlande à être converti à l'énergie électrique.
Il émet un flash blanc de 2 secondes et un flash rouge vers le secteur du rivage sud-est. Il possède aussi une corne de brume.